# ウィル・グレゴリー
ウィル・グレゴリー（Will Gregory、1959年9月17日 - ）は、イングランドのミュージシャン、音楽プロデューサー。彼は、電子音楽デュオであるゴールドフラップのリード・キーボーディスト、音楽プロデューサー、作曲家として最もよく知られている。

## 生い立ち
グレゴリーはブリストルで生まれた。母は女優でオペラの合唱団の歌手であった。
「私が得意だったのは音楽だけだったので、当たり前のように音楽に夢中になり……学校では昼休みにピアノを練習している奇妙な人でした。10代の頃、他のミュージシャンたちと出会い、「奇妙な」音楽クラブを離れ難いと思うほどに、似たような考えの人を見つけてほっとしました。おそらく多くのミュージシャンたちにとって同じでしょうけれど。オーボエの演奏をやめてサックスへと移行し、さまざまな音楽分野で鍛錬するようになりました」。
彼はヨーク大学で西洋オーケストラと室内楽を学んだ。

## キャリア
1980年代、グレゴリーは主にサックス奏者としてティアーズ・フォー・フィアーズとレコーディングし、ツアーを行った。
1990年代、グレゴリーはピーター・ガブリエル、ザ・キュアー、ポーティスヘッドなどのアーティストと共演したほか、トーリ・エイモスのためにオーボエを演奏したり、ポーラ・レイ・ギブソンと録音したりした。1991年、彼はロンドン・シンフォニエッタと一緒に、ジョン・アダムズのオペラ『中国のニクソン』のパリ初演のためにサックスを演奏している。1999年、ボーカリストのアリソン・ゴールドフラップとグレゴリーがデュオのゴールドフラップを結成した。このペアは、国際的な批評的にも、人気でも、また商業的にも成功をもたらした。
2000年代には、ゴールドフラップの活動と同様に、彼はポーティスヘッドの2008年のアルバム『サード』（収録曲「Magic Doors」と「Threads」）でサックスを演奏した。
2011年3月31日、グレゴリーの最初のオペラ『Piccard in Space』がロンドンのクイーン・エリザベス・ホールで初演された。ハティ・ネイラーによるリブレットは、オーギュスト・ピカールとポール・キプファーの最初の気球上昇、そしてドラマの登場人物であるアルベルト・アインシュタインとアイザック・ニュートンの理論に焦点を当てていた。レビューは概して否定的なものであった。
2013年3月11日、ロンドンのラウンドハウスで、新たに委託されたバロック風のグレゴリー作品（オーケストラとモーグのために。ヨハン・ゼバスティアン・バッハのサラバンドに基づく）が上演された。このパフォーマンスは、BBCラジオ3の『バロック・リミックスト』シリーズの一部であり、マシュー・ハーバートの作品も含まれていた。
グレゴリーの他のサックス仕事には、アポロ・サックス・カルテットのための作曲と演奏や、スピリチュアライズド、ムーンドッグ、マイケル・ナイマンとの演奏がある。
2017年のシリーズ『Spy in the Wild』の音楽を作曲した。
彼は、ストラトフォード＝アポン＝エイヴォンのスワン・シアターにおいて、ロイヤル・シェイクスピア・カンパニーが2019年に制作した『ジョン王』の音楽を作曲した。2021年には、グレゴリーがBBCおよびAmazon Prime Videoのためのサイコ・スリラー・シリーズ『クロエ（TVシリーズ）』にアリソン・ゴールドフラップとエイドリアン・アトリーをフィーチャーしたオリジナル・スコアを提供することが発表された。

## ディスコグラフィ

### 参加アルバム
ティアーズ・フォー・フィアーズ
- 『シャウト』 - Songs From The Big Chair (1985年)

トーリ・エイモス
- 『リトル・アースクウェイクス』 - Little Earthquakes (1992年)

ピーター・ガブリエル
- 『OVO』 - OVO (2000年)
- 『Up』 - Up (2002年)
- 『LONG WALK HOME』 - Long Walk Home: Music from the Rabbit-Proof Fence (2002年)

ポーティスヘッド
- 『PNYC - ライヴ・イン・ニューヨーク』 - Roseland NYC Live (1998年)
- 『サード』 - Third (2008年)

その他
- Loggerheads : Four Ways to Cook a Goose (1987年)
- Gas Giants : Gas Giants (1994年)

映画サウンドトラック
- 『ザ・フーリガン』 - I.D. (1995年)